# East Falls Church
East Falls Church è una stazione della metropolitana di Washington, situata sul tratto comune delle linee arancione e argento. Si trova ad Arlington, in Virginia, sull'Interstate 66, vicino all'incrocio con la U.S. Route 29; serve la città di Falls Church.
È stata inaugurata il 7 giugno 1986, contestualmente all'ampliamento della linea arancione oltre la stazione di Ballston-MU.
La stazione è dotata di un parcheggio da 422 posti ed è servita da autobus dei sistemi Metrobus (anch'esso gestito dalla WMATA) e Arlington Transit.